# 堀秀行
堀秀行（日语：／ Hori Hideyuki，1954年3月23日—），日本男性配音員、演員、旁白。出身於東京都世田谷區，成長於靜岡縣御殿場市。青二Production所屬。本名、舊藝名。身高174cm。A型血。

## 簡歷

### 成長時期
堀秀行曾經討厭學習，因為他的父親經常帶他去高爾夫球場。
就讀成城學園後，畢業於靜岡縣立御殿場南高等學校。高中時，他加入了高爾夫社。根據他父親的說法，1969年，當他狀態良好時，曾經打出42勝43負的成績，從高爾夫行家的角度來看，「他將來達到職業水平是毫無疑問的」。
1967年他的暱稱是。起源是因為弟弟出生時，不說，而是說，所以就起了這個名字。
之後，因為父母熱愛高爾夫，全家從東京都世田谷區成城搬到御殿場市，並去了靜岡縣御殿場市的高爾夫球場。

### 職業生涯
在成為配音員之前，他反抗藝人家庭，高中畢業後離家出走。之後又當了大約2年的廚師，但最後覺得自己有些不一樣了，所以1977年他加入了劇團俳優小劇場。這是因為他內心深處覺得自己想要成為一名演員。之後，在A&E、東企劃進行舞台劇工作後，結識了青二Production的相關人士，並開始擔任配音員。也作為演員出現在電影和電視上。1979年，他以電視劇《遙遠日子的戰爭》首次亮相。作為配音員的出道作品是在電視動畫《宇宙空母藍諾亞》飾演井上達也。他的第一個主角是電視動畫《虎面人二世》裡的亞久龍夫／虎面人。

## 人物
據早野壽郎介紹，1979年，他只在俳優小劇場附屬培訓學校進修了三年，卻成為了劇組中的代表人物，利用工作的空隙幫忙擺放道具，因此深受同輩、前輩、晚輩的喜愛。他有一張甜美的面孔，是三兄弟中的老二。在學習了兩三年的表演基礎知識之後，他想進入電視和電影的世界，所以他認為自己會朝這個方向發展。不過，他似乎打算繼續主要在舞台上工作，而且由於他的父親在去世前告訴他永遠不要離開舞台，所以他似乎打算將這個遺志延續下去。另一方面，他不喜歡以配音員的身份出現在媒體上，從2001年開始，他認為透過扮演各種角色，「真正的堀秀行就會出現」。

### 家族
堀秀行在3個兄弟姐妹中排行老二，他的父親、母親和兄弟姐妹都是演員。
他的曾祖父是歌舞伎演員松本虎藏。祖父堀倉吉是興行師，在松本幸四郎 (第七代)的高麗屋掌門人的領導下經營淺草公園劇場，曾參與歌舞伎相關工作，包括照顧市川團十郎 (第11代)、松本白鸚 (初代)、尾上松綠 (第2代)、中村雀右衛門 (第4代)等人。父親是演員堀雄二，母親是寶塚歌劇團29期生成員甲斐晴美，哥哥是配音員、演員堀之紀，弟弟是演員堀光昭。女兒是演員堀友美。兒子畢業於明治大學，屬於美式足球社。堀秀行的妻子稱他們的兒子為。女婿是舞台劇演員鷲尾直人。

### 特色
身為配音員，他曾演過多部動畫、外國電影等，也在電視上擔任旁白。
他演過各式各樣的角色，從有迫力的聲音到輕鬆愉快的聲音，並且以其隱藏著熱情的內心的角色而聞名，並且與充滿精神的角色有聯繫。
堀川亮將堀秀行的旁白解說描述為「以非常平靜的聲音和歡快的低音解說」和「解說時聲音低沉」。還有「表演、講故事和解說都巧妙地交織在一起」。

#### 關於作品
堀秀行經常出現在根據《週刊少年Jump》連載的漫畫改編的動畫上，包括電視動畫《魁!! 男塾》的劍桃太郎、《聖鬥士星矢》的一輝等許多主要角色。
據製片人飯島敬透露，他之所以被選中在《宇宙空母藍諾亞》裡飾演井上達也一角，是因為他認為「我想透過達也這個角色來發展」。
在《虎面人二世》裡飾演亞久龍夫／虎面人這個角色時，雖然是他作為職業配音員的出道作品，但他卻以樂觀的態度接受了這個角色。參加試鏡的大約有20人，雖然他不習慣在公共場合表演，但自己覺得很耳目一新。亞久龍夫這個角色強調年輕明朗，這和堀秀行本身很相似，而堀秀行說苦悶也不太好。當配音開始時，他還來不及配合台詞，畫面就已經進展了，沒有時間為自己的角色做準備，只能拼命地跟上。為了給人一種作品的規模感，他只是用充滿活力的聲音來表達自己的青春。隨著錄音的進行，他為亞久龍夫和虎面人的雙重性格添加了一些陰影。起初，他很難弄清楚如何為站立的場景添加聲音，所以他看了很多舊作電影並努力研究它們。如上所述，他本來是一名舞台劇演員，要奔走於全國各地演出，日程安排也很緊湊，每週三才回到東京為《虎面人二世》配音。在同一部作品裡，大塚周夫出色地扮演了日出體育台和宇宙職業摔角聯盟領袖的雙重角色，他表示自己能夠從中學習。大約在那個時候，與動畫同時，虎面人出現在擂台上，他和虎面人一起在戶外活動中出現。當時虎面人的真實身分還是個秘密，但他在更衣室裡遇見了佐山聰。在那裡，他們互相做了自我介紹並說「我是虎面人」。透過扮演亞久龍夫／虎面人這個角色，他開始相信表達自己是成為專業人士的真正方式。虎面人的台詞「力量不是正義！正義就是力量！」對於當時還年輕的堀秀行來說很難理解。起初，他所能做的就是盡力提高自己的聲音，並試了幾十次。過了一會兒，當錄製完成大約三分之一時，他就決定再次重複這個主題。當時，本人表示，他能夠讓自己的話比他的角色表演更有說服力。
據在《聖鬥士星矢》飾演一輝的弟弟瞬的堀川亮說法，當一輝使用必殺技「鳳翼天翔」時，他發出「鳳翼天翔～～!!」「地面在顫抖，感覺好像充滿了能量」。一輝與舜的對話充滿了兄弟之情，有時他和堀川亮都忍不住感到尷尬。兩人第一次見面是在堀川亮21或22歲左右的學校表演上。堀川亮形容堀秀行是一個非常認真的人，也是一個對表演抱有真誠態度的人。當時本人也沒有想到彼此以後會在動畫上合作，甚至在《聖鬥士星矢》播出之前，就隸屬於同一家經紀公司，堀秀行說「咦？亮？」，堀川亮說「嗯？堀桑？」，然後兩人作為配音員重聚。他們在《聖鬥士星矢》裡扮演兄弟的角色，認為「這就是我們的聯繫方式」，「人類之間的聯繫是如此奇怪」。在青二Production的棒球比賽中，他的擊球非常出色。此外，他的聲音很大，笑起來沒有距離感，那種笑很體現他的個性，讓他笑出聲來。
在演劍桃太郎的時候，準備角色的過程很困難，雖然本身和一輝有一些相似之處，但要完全一樣也很難，所以他稍微提高了聲調，讓感覺更像是他在現實生活中說話。

### 興趣、嗜好
興趣：高爾夫、滑雪、棒球、園藝、電影鑑賞。至於高爾夫，他曾經的目標是成為職業選手。
喜歡《水戶黃門》、《大岡越前》等時代劇。
資格、執照：普通汽車執照。
和古谷徹是好朋友，常常一起去高爾夫球場。
女兒堀友美說，他喜歡甜食，過去常常直接舔鮮奶油。

## 演出
粗體字表示主要角色。

### 電視動畫
1979年
- 宇宙空母藍諾亞（日语：宇宙空母ブルーノア）（井上達也[42]）[注 1]

1981年
- 虎面人二世（亞久龍夫／虎面人[40]）

1982年
- 阿波羅之女（刻宇克斯、赫拉克勒斯、普羅米修斯）
- 機甲艦隊達萊卡XV（米蘭達·濟慈[43]）
- 銀河旋風無賴我（羅尼佩吉）
- 銀河烈風幕臣我（莫里·歐文、卡西姆·塔隆）
- 帕塔利洛（日语：パタリロ!）（等離子X）

1983年
- 騎士愛我（日语：愛してナイト）（杉[44]、主持人）
- 光速電神阿爾貝加斯（神哲也[45]）
- 銀河疾風流離我（哈帝、托弗拉·奧蒙）
- SPACE COBRA
- 漫畫日本史（日语：まんが日本史 (日本テレビ)）（畠山政長）
- 喬琪姑娘（日语：ジョージィ!）（亞伯·巴特曼[46]）

1984年
- 金肉人（1984年—1986年，戰爭人（日语：ウォーズマン）〈第2代〉、甘加里安[47]、巴拉基[47][48]）
- Gu-Gu甘莫（日语：Gu-Guガンモ）（介桑）
- 宗谷物語（日语：宗谷物語）（青木、信介、村井）
- 怪博士與機器娃娃 (1981年版)（1984年—1985年，摩托車男孩）
- 銀翼超人（奧野真）

1985年
- 蒼之流星SPT雷茲納（1985年—1986年，阿莫斯·凱利）
- 貓眼三姐妹（矢吹信一、馬克、山本）
- 新好小子（日语：あした天気になあれ (漫画)）

1986年
- 愛少女波麗安娜物語（提摩西·培森）
- 銀牙 -流星 銀-（約翰）
- 剛Q超兒一氣人（日语：剛Q超児イッキマン）（澤村一氣／一氣人[49]）
- 聖鬥士星矢（1986年—1989年，鳳凰座一輝[50] 等）
- 高爾夫頑童猿丸（魔島豹介）
- 北斗神拳（龍牙）

1987年
- 超能力魔美（管家）
- 假面忍者 赤影（1987年—1988年，柳生宗嚴、魔童子）
- 變形金剛：頭領戰士（1987年—1988年，電腦怪傑（日语：クロームドーム）[51]）
- 高校！奇面組（日语：ハイスクール!奇面組）（中林司）

1988年
- 奇天烈大百科（亨利、蒂霍特王子、奧村）
- 魁!! 男塾（劍桃太郎[52]）
- 城市獵人（1988年—1989年， 羅勃·哈里森）2系列
- 新格林名作劇場（火爐王子[53]）
- 新楓葉鎮物語 棕櫚鎮篇（湯姆）
- 麵包超人（劍玉人）
- 鬥將!! 拉麵男（中柴）
- 變形金剛：超神 Master Force（電腦怪傑）

1989年
- 美味大挑戰（1989年—1991年，栗田誠、阪村俊夫、寺杉由夫）

1990年
- 七龍珠Z（1990年—1991年，基紐）
- 神通小精靈（1990年—1992年，江戶城將軍之介[54]、旁白）

1991年
- 蓋特機器人號（修倫特洛夫）

1992年
- 龍馬英雄（日语：お〜い!竜馬）（武市半平太〈青年時期〉）
- 勇者鬥惡龍 達伊的大冒險 (1991年版)（修凱爾（日语：ヒュンケル））
- 超級聖魔大戰（耶穌大力士）

1993年
- 足球風雲（加納隆次）
- GS美神（野村）
- 灌籃高手（川崎教練）

1994年
- 機動武鬥傳G鋼彈（1994年—1995年，京二·卡修（日语：キョウジ・カッシュ）[55]、舒瓦茲·布魯德（日语：キョウジ・カッシュ）[56]）
- 足球小將翼J（羅伯特·本鄉）

1996年
- 無家可歸的孩子蕾米（柯拉爾）
- 逮捕令（1996年—2007年，好球男[57]）3系列

1998年
- Generator Gawl（日语：ジェネレイターガウル）（佳苗）
- 炸彈人 彈珠人爆外傳（丁格爾）

1999年
- 宇宙海盜大冒險（日语：宇宙海賊ミトの大冒険）（爛盤）
- 週刊故事樂園（日语：週刊ストーリーランド）（1999年—2000年）
  - 「通往天堂的階梯」（山村）
  - 老婆婆系列（日语：謎の老婆）「老實的個人電腦」（青木英男）
- 炸彈人 彈珠人爆外傳V（ヒドーボン）
- 守護月天！（七梨太郎助）
- 名偵探柯南（1999年—2006年，新出智明）

2000年
- 爆裂戰士戰藍寶（短劍）

2002年
- 犬夜叉（桃果人）
- 機動戰士鋼彈SEED（喬治·葛倫）
- 金肉人II世（金骨人（日语：キン骨マン））
- 炎之蜃氣樓（伊達政宗）

2003年
- 萬花筒之星（麥克·亞伯特）
- 閃靈二人組（來徆征）
- 時空冒險記ZENTRIX（加拉多國王）
- 蒲公英之戀（叔叔）

2004年
- 機動戰士鋼彈SEED DESTINY（洛德·吉布列[58]）
- Keroro軍曹（虎男）
- 蒼穹之戰神 Dead Aggressor（日野道生）
- 怪醫黑傑克（手塚醫師[59]）

2005年
- 哆啦A夢 (水田山葵版)（火星人的爸爸、成年人的大雄）
- 黑貓（貝爾傑·羅希福爾[60]）

2006年
- 童話槍手小紅帽（白雪公主的父親）

2007年
- ONE PIECE（2007年—，比加羅、巴索羅繆·大熊、和平主義者、賓什莫克·賈吉士[61]、熊警察）

2008年
- 墓場鬼太郎（夜叉[62]）
- BAMBOO BLADE（辛奈德／銀勇者）
- 小雙俠 (2008年版)（怪人千面人）

2009年
- EXAMURAI戰國（日语：エグザムライ戦国）（大悟）

2011年
- 櫻桃小丸子 (第2期)（辰夫）
- 數碼寶貝合體戰爭 ～邪惡的死亡指揮官與七個王國～（多盧比克獸）

2012年
- 天才黃金腦 ～神之謎（克隆達克）

2014年
- 晨曦公主（四龍）
- 健全機鬥士（企鵝皇帝[63]）
- 天雷爭霸：復仇者聯盟（曉希／羅寧）

2015年
- 落第騎士英雄譚（法米利昂國王）

2017年
- 熱情傳奇 the X（瑟爾蓋）
- 虎面人W（肯尼·奧米加（英语：Kenny Omega））
- 騎士&魔法（奧古斯狄·瓦利歐·克沙佩加）
- 七龍珠超（帕帕洛尼[64]）

2018年
- 霸穹 封神演義（通天教主）
- 梅露可物語 -無精打采的少年與瓶中少女-（特納）

2020年
- 炎炎消防隊 貳之章（坦佩）

2021年
- 賈希大人不氣餒！（旁白、魔法少女大叔）

2022年
- 數碼寶貝幽靈遊戲（鬥牛士獸）
- 新來的女傭有點怪（老爺）

2023年
- 逃走中 THE GREAT MISSION（宮本武藏）

2024年
- 夜櫻家大作戰（黑百合義正[65]／黑顏）

2025年
- 金肉人 完美超人始祖篇（米哈伊爾人）

### 電影動畫
1982年
- 千年女王（駕駛員A）
- FUTURE WAR 198X年（日语：FUTURE WAR 198X年）
- 劇場版 我們的青春阿爾卡迪亞（日语：わが青春のアルカディア）

1983年
- 帕塔利洛：星塵計劃（日语：パタリロ!#劇場アニメ）

1984年
- 金肉人：被奪走的冠軍腰帶（日语：キン肉マン 奪われたチャンピオンベルト）（戰爭人（日语：ウォーズマン））
- 金肉人：大暴動！正義超人（日语：キン肉マン 大暴れ!正義超人）（戰爭人）

1985年
- 光子帆船星光號奧丁（日语：オーディーン 光子帆船スターライト）（衛·納爾遜[66]）
- 金肉人：正義超人vs古代超人（日语：キン肉マン 正義超人vs古代超人）（戰爭人）
- 金肉人：逆襲！宇宙隱形超人（日语：キン肉マン 逆襲!宇宙かくれ超人）（戰爭人）
- 金肉人：愉快的身影！正義超人（日语：キン肉マン 晴れ姿!正義超人）（戰爭人）
- 劇場版 Gu-Gu甘莫（日语：Gu-Guガンモ）（介桑）

1986年
- 金肉人：紐約千鈞一髮！（日语：キン肉マン ニューヨーク危機一髪!）（戰爭人）
- 金肉人：正義超人vs戰士超人（日语：キン肉マン 正義超人vs戦士超人）（戰爭人）
- 時空旅人（赤武者[67]）
- 劇場版 高校！奇面組（日语：ハイスクール!奇面組#劇場版）（中林司）

1987年
- 聖鬥士星矢：邪神艾莉絲（鳳凰座一輝）
- 哆啦A夢：大雄與龍騎士（班河[68]）

1988年
- 劇場版 魁!! 男塾（劍桃太郎）
- 聖鬥士星矢：眾神的激戰（鳳凰座一輝）
- 聖鬥士星矢 真紅的少年傳說（鳳凰座一輝）

1989年
- 伊勢灣颱風物語（日语：伊勢湾台風物語）（西澤龍一）
- 聖鬥士星矢：最終聖戰的戰士們（鳳凰座一輝）

1990年
- 「EIJI」（日语：「エイジ」）（赤木攻兒郎）
- 劍之介少爺（日语：剣之介さま）（暴走族B）

1991年
- 劇場版 神通小精靈（日语：まじかる☆タルるートくん (1991年の映画)）（江戶城軍之介）

1992年
- 勇者鬥惡龍 達伊的大冒險：突破吧!! 新生6大將軍（日语：ドラゴンクエスト ダイの大冒険 ぶちやぶれ!!新生6大将軍）（修凱爾）
- 鐵拳對鋼拳（前田太尊）

1993年
- 三國志 第二部：燃燒的長江！（趙雲）

1994年
- 三國志 完結篇：遼闊的大地（趙雲）
- 黑暗邊緣（日语：ダークサイド・ブルース）（紅蓮）
- 灌籃高手：稱霸全國！櫻木花道（日语：スラムダンク 全国制覇だ! 桜木花道）（川崎）[注 2]

1995年
- MEMORIES「最臭兵器」（田中伸男）

1998年
- 藍色恐懼（櫻木[69]）

2004年
- 聖鬥士星矢 天界篇 序奏 ～overture～（鳳凰座一輝）

2013年
- 女神異聞錄3 劇場版 #1 -Spring of Birth-（幾月修司）

2014年
- 女神異聞錄3 劇場版 #2 -Midsummer Knight's Dream-（幾月修司）

2015年
- 女神異聞錄3 劇場版 #3 -Falling Down-（幾月修司）

2018年
- 劇場版 夏目友人帳 ～緣結空蟬～（野宮老師）

2021年
- 旅程 古代阿拉伯半島的奇蹟與戰爭物語（音朵的父親）

### OVA
1985年
- 檸檬雞尾酒 LOVE30S 即使被雨淋濕（日语：酎ハイれもん LOVE30S）

1986年
- 裝鬼兵M.D.蓋斯特（漢斯）

1987年
- 花之飛鳥組！新歌舞伎町物語（日语：花のあすか組!#OVA1）（九樂飛鳥的爸爸）

1988年
- 魔界都市〈新宿〉（十六夜京也）

1989年
- 戰神松吾郎（日语：おがみ松吾郎）（松吾郎）
- 銀河英雄傳說（馬克西米利安·馮·卡斯楚普）
- Hi-SPEED JECY（日语：ハイスピード・ジェシー）（福克·葛林）
- 巴歐來訪者（橋澤育朗）
- 風魔小次郎（1989年—1992年，龍魔[70]）3作品[系列 1]

1990年
- 花之飛鳥組！2 孤獨的貓大逃殺（日语：花のあすか組!#OVA2）（九樂飛鳥的爸爸）
- B·B（日语：B・B）（若林浩一）

1991年
- 岡比西斯之籤（日语：カンビュセスの籤）（艾斯泰爾的父親）
- 創龍傳（1991年—1993年，龍堂始）
- 高校太保（日语：ビー・バップ・ハイスクール）（1991年—1995年，龜井滿三郎〈龜滿〉）

1992年
- 間之楔 第1期（席德）
- 永遠的法蓮娜（日语：永遠のフィレーナ）（巴拉巴）
- 源氏（日语：源氏 (漫画)）（北條宗時[73]
- 英雄傳說 王子的啟程（呂南）

1993年
- 偶像防衛隊（取石優馬）
- 艾爾·卡拉爾的遺產（日语：アル・カラルの遺産）（澤庫·伊塞杜）
- 我是大哥大!!（1993年—1996年，伊藤真司[74]）
- 妖世紀水滸傳（日语：妖世紀水滸伝）（栗原孝行）

1994年
- （本鄉流一）
- 湘南純愛組！（彈間龍二）

1995年
- 腐朽的教師方程式（日语：腐った教師の方程式）（萩原透）

1996年
- 超人學園鋼帝王（日语：超人学園ゴウカイザー）（不動亂峰）

2000年
- 怪醫黑傑克（都築耕一郎）

2001年
- 旭日艦隊（日语：旭日の艦隊）（沃爾特·G·F·梅因特費爾）
- 紺碧艦隊（沃爾特·G·F·梅因特費爾、彭森）

2002年
- 聖鬥士星矢 冥王哈帝斯十二宮篇（鳳凰座一輝）

2009年
- 名偵探柯南 十年後的陌生人（新出老師）

2019年
- 銀河英雄傳說 Die Neue These（德·維利大主教）

2020年
- 黃金神威（姊支遁[75]）[注 3]

### 遊戲
1989年
- 伊蘇I·II（日语：イースI・II）（基斯）

1991年
- 伊蘇III（切斯特）[注 4]
- 時空異變 迎向時間的夾縫（日语：エグザイル (ゲーム)）（尤格）

1992年
- Super Schwarzschild 2（日语：シュヴァルツシルト (ゲーム)）（瑞安·諾伊維爾）
- SPRIGGAN Mark2:Re-Terraform Project（日语：スプリガン mark2）（坎寧安）

1993年
- 伊蘇IV The Dawn of Ys（日语：イースIV The Dawn of Ys）（基斯）

1994年
- 機動武鬥傳G鋼彈（日语：機動武闘伝Gガンダム (スーパーファミコン)）（舒瓦茲·布魯德（日语：キョウジ・カッシュ#シュバルツ・ブルーダー））
- 七龍珠Z 武勇烈傳（日语：ドラゴンボールZ 武勇烈伝）（基紐）

1995年
- 風之傳說世外桃源II（日语：風の伝説ザナドゥ）（馬庫斯特）
- 七龍珠Z Ultimate Battle 22（日语：ドラゴンボールZ Ultimate Battle 22）（基紐）
- 七龍珠Z 真武鬥傳（日语：ドラゴンボールZ 真武闘伝）（基紐）
- 水滸演武（日语：水滸演武）（九紋龍 史進）

1996年
- 新超級機器人大戰（日语：新スーパーロボット大戦）（舒瓦茲·布魯德、京二·卡修（日语：キョウジ・カッシュ）、阿莫斯·凱利）
- 生死格鬥（龍隼）
- 七龍珠Z 偉大龍珠傳說（日语：ドラゴンボールZ 偉大なるドラゴンボール伝説）（基紐）

1997年
- 超級機器人大戰F（舒瓦茲·布魯德、京二·卡修）
- BS聖火降魔錄 阿卡內亞戰記 第2—4話（哈丁〈輕騎士〉、Village Youth、卡西姆〈獵人〉、梅迪烏斯）
- 真理香 ～真實的世界～（日语：マリカ 〜真実の世界〜）（杜魯門）
- 夢幻模擬戰I&II（基斯）

1998年
- 超級機器人大戰F完結篇（舒瓦茲·布魯德、京二·卡修）
- 生死格鬥++（龍隼）
- 正邪幻想史（日语：ブラックマトリクス）（勒布羅布斯）[注 5]
- 夢幻模擬戰V ～The End of Legend～（奧米加）

1999年
- SD鋼彈 G世代（1999年—2025年，舒瓦茲·布魯德、京二·卡修、G.G.隊長、洛德·吉布列、澤菲爾·格拉德、吉翁兵男操作員A〈ZERO、攜帶版〉、我的角色聲音壯年2〈OVER WORLD〉[76]）10作品[系列 2]
- CIRCADIA（日语：サーカディア）（御劍晃）
- 超級英雄作戰（日语：スーパーヒーロー作戦）（舒瓦茲·布魯德）
- 生死格鬥2（龍隼）
- 正邪幻想史AD（勒布羅布斯）[注 6]

2000年
- 機戰傭兵2（日语：アーマード・コア2）（博伊爾·福特納）
- 勇者之光 純白的預言者（斐恩·露·路克斯）
- 正邪幻想史+（勒布羅布斯）[注 7]

2001年
- 決戰II（關羽雲長）
- 逮捕令（好球男）

2002年
- 金肉人II世 新世代超人VS傳說超人（日语：キン肉マン ジェネレーションズ#キン肉マンII世 新世代超人VS伝説超人）（戰爭人（日语：ウォーズマン）、金骨人（日语：キン骨マン））
- 超級機器人大戰IMPACT（日语：スーパーロボット大戦IMPACT）（舒瓦茲·布魯德、京二·卡修）
- 生死格鬥3（龍隼）
- 虎面人虎打 ～打字虎之穴～（伊達直人）
- Tomak ～Save the Earth～ Love Story（日语：Tomak〜Save the Earth〜Love Story）（早晨陽光）

2003年
- 學園天堂 BOY'S LOVE SCRAMBLE！（河本義孝）
- 七龍珠Z（日语：ドラゴンボールZ (ゲーム)）（基紐）

2004年
- 金肉人 世代（日语：キン肉マン ジェネレーションズ）（戰爭人、金骨人、克洛伊）
- 數位惡魔傳說 天魔變（凱利、大衛）
- 生死格鬥 ULTIMATE（龍隼）
- 七龍珠Z 舞空鬥劇（日语：ドラゴンボールZ 舞空闘劇）（基紐）
- 七龍珠Z2（日语：ドラゴンボールZ2 (PlayStation 2)）（基紐）
- 忍者外傳（龍隼）
- 全民高爾夫 攜帶版（艾倫）
- 洛克人X 指令任務（亞爾·席馮長官）

2005年
- 餓狼傳 BreakBlow（日语：餓狼伝）（範馬勇次郎、神山徹）
- 魁!! 男塾（日语：魁!!男塾 (PlayStation 2)）（劍桃太郎）
- 聖鬥士星矢 聖域十二宮篇（日语：聖闘士星矢 聖域十二宮編）（鳳凰座一輝）
- 數位惡魔傳說 天魔變2（凱利、大衛）
- 生死格鬥4（龍隼）
- 七龍珠Z Sparking！（日语：ドラゴンボールZ Sparking!）（基紐）
- 七龍珠Z 舞空烈戰（日语：ドラゴンボールZ 舞空烈戦）（基紐）
- 七龍珠Z3（日语：ドラゴンボールZ3）（基紐）
- NAMCO x CAPCOM（翔）

2006年
- 金肉人 肌肉大獎賽（日语：キン肉マン マッスルグランプリ#キン肉マン マッスルグランプリ）（戰爭人）
- 金肉人 肌肉大獎賽MAX（日语：キン肉マン マッスルグランプリ#キン肉マン マッスルグランプリ）（戰爭人）
- 金肉人 肌肉世代（日语：キン肉マン ジェネレーションズ）（戰爭人、克洛伊、金骨人）
- 超級機器人大戰XO（日语：スーパーロボット大戦GC）（阿莫斯·凱利）
- 天下人（日语：天下人 (ゲーム)）（伊達政宗）
- 七龍珠Z Sparking！NEO（日语：ドラゴンボールZ Sparking! NEO）（基紐）
- 女神異聞錄3（幾月修司）

2007年
- 餓狼傳 Breakblow Fist or Twist（日语：餓狼伝）（範馬勇次郎、神山徹）
- 金肉人 肌肉大獎賽2（日语：キン肉マン マッスルグランプリ#キン肉マン マッスルグランプリ2）（戰爭人）
- 七龍珠Z Sparking！METEOR（日语：ドラゴンボールZ Sparking! METEOR）（基紐）
- 七龍珠Z 遙遠的悟空傳說（基紐）
- 忍者外傳Σ（龍隼）
- 女神異聞錄3 FES（幾月修司）

2008年
- 鋼彈無雙2（京二·卡修）
- 金肉人 肌肉大獎賽2 特盛（日语：キン肉マン マッスルグランプリ#キン肉マン マッスルグランプリ2）（戰爭人）
- 超級機器人大戰A 攜帶版（舒瓦茲·布魯德、京二·卡修）
- 超級機器人大戰Z（洛德·吉布列）
- 七龍珠Z 無限世界（日语：ドラゴンボールZ インフィニットワールド）（基紐）
- 七龍珠Z 爆發極限（日语：ドラゴンボールZ バーストリミット）（基紐）
- 忍者外傳2（龍隼）
- ONE PIECE 無限巡航 Episode:1 -波浪中的秘寶-（日语：ONE PIECE アンリミテッドクルーズ）（巴索羅繆·大熊）

2009年
- 機動戰士鋼彈 鋼彈VS.鋼彈 NEXT（日语：機動戦士ガンダム ガンダムVS.ガンダムNEXT）（舒瓦茲·布魯德）
- 大怪獸格鬥NEO（日语：大怪獣バトル ULTRA MONSTERS）（暗黑機械機械札姆、戰鬥者聲音）
- 忍者外傳Σ2（日语：NINJA GAIDEN Σ2）（龍隼）
- 女神異聞錄3 攜帶版（幾月修司）
- ONE PIECE 大決戰！（日语：ONE PIECE ギガントバトル!）（巴索羅繆·大熊）
- ONE PIECE ONEPY B MATCH（日语：ワンピーベリーマッチ）（巴索羅繆·大熊）

2011年
- 生死格鬥 次元（龍隼）
- 七龍珠英雄（2012年—2018年，基紐）5作品[系列 3]
- 無雙OROCHI 2（龍隼）
- ONE PIECE 無限巡航 SP（巴索羅繆·大熊）
- ONE PIECE 大決戰！2 新世界（日语：ONE PIECE ギガントバトル! 2 新世界）（巴索羅繆·大熊）

2012年
- 機動戰士鋼彈 極限VS.（日语：機動戦士ガンダム エクストリームバーサス）（2012年—2016年，舒瓦茲·布魯德）3作品[系列 4]
- 真·三國無雙 VS（龍隼[77]）
- 超級戰隊對決Dice-O DX（日语：スーパー戦隊バトル ダイスオー）（大劍人茲邦）
- 生死格鬥5（龍隼[78]）
- 忍者外傳3（龍隼）
- ONE PIECE 海賊無雙（2012年—2020年，巴索羅繆·大熊[79]、和平主義者、賓什莫克·賈吉士）4作品[系列 5]
- ONE PIECE ROMANCE DAWN 冒險的黎明（日语：ワンピース ROMANCE DAWN 冒険の夜明け）（和平主義者）
- 人中之龍5 夢 實踐者（奧寺[來源請求]）

2013年
- 超級機器人大戰UX（日野道生）
- 生死格鬥5 ULTIMATE（龍隼[80]）

2014年
- 魁!! 男塾 ～日本啊，這才是男子漢！～（劍桃太郎[81]）
- J-STARS Victory VS（日语：ジェイスターズ ビクトリーバーサス）（劍桃太郎）
- YAIBA：忍者外傳Z（龍隼）
- 女神異聞錄4 無敵究極背橋摔（幾月修司）
- ONE PIECE 超級偉大航路之爭X（巴索羅繆·大熊）
- ONE PIECE KINGS（巴索羅繆·大熊）

2015年
- 第3次超級機器人大戰Z 天獄篇（皇帝奧斯特拉利斯／次元將威爾達克）
- 熱情傳奇（瑟爾蓋[82]）
- 生死格鬥5 LAST ROUND（龍隼[83]）

2016年
- 超級機器人大戰OG THE MOON DWELLERS（艾賽爾達·休恩）
- 緋夜傳奇（鳳凰）

2017年
- 無雙☆群星大會串（龍隼[84]）

2018年
- 機動戰士鋼彈 極限VS.2（日语：機動戦士ガンダム エクストリームバーサス2）（2018年—2025年，舒瓦茲·布魯德）4作品[系列 6]
- 女神異聞錄Q2 新電影迷宮（指導者、母電腦）

2019年
- 生死格鬥6（龍隼[85]）
- 超級七龍珠英雄 世界任務（基紐）
- 鏡光傳奇（日语：テイルズ オブ ザ レイズ）（鳳凰）
- 超級機器人大戰DD（阿莫斯·凱利）
- 無雙OROCHI 3 Ultimate（龍隼）

2024年
- 女神異聞錄3 Reload（幾月修司[86]）
- FixEight -地獄的英雄傳說- EXA LABEL（日语：フィグゼイト -地獄の英雄伝説-）（[87]）

2025年
- 龍族拼圖（舒瓦茲·布魯德）

### 外語配音

#### 演員
梁朝偉
- 倩女幽魂III：道道道（十方和尚）
- 異域2：孤軍（范龍）
- 黑獄斷腸歌之砌生豬肉（程安）

#### 電影
- 世紀的哭泣（唐·法蘭西斯（英语：Don Francis）〈馬修·摩丁〉）
- 無敵車隊（英语：Born to Ride (film)）（傑克·哈斯勒〈約翰·史塔威爾〉）
- 超級終結者（英语：Class of 1999）（赫克託）※朝日電視台版。
- 舞動真情（英语：Dance with the Wind）（朴炯植〈李誠宰〉）
- 蛇蝎情人（英语：Dream Lover (1993 film)）（雷·雷爾頓〈詹姆斯·史派德〉）
- 沙丘魔堡（保羅·亞崔迪〈凱爾·麥克拉蘭〉）※日本電視台版[注 8]。
- 巔峰殺戮（英语：Extreme Ops）（伊恩〈盧夫斯·塞維爾〉）※影碟版。
- 冷血奇兵（英语：Flesh and Blood (1985 film)）（史蒂文）
- 十三號星期五5（英语：Friday the 13th: A New Beginning）（戴蒙〈小米蓋爾·努耐茲（英语：Miguel A. Núñez Jr.））※朝日電視台版。
- 威猩闖天涯（英语：Funky Monkey (film)）（亞歷克·麥考爾〈馬修·摩丁〉）
- 亂世佳人（布倫特·塔爾頓）※日本電視台新錄製版。
- 油脂2（英语：Grease 2）（邁克爾·卡林頓〈麥克斯韋·考爾菲爾德（英语：Maxwell Caulfield）〉）
- 機飛總動員（英语：Hot Shots!）（肯特·格雷戈里〈凱瑞·艾文斯〉）※影碟版。
- 此情可問天（雷納德·巴斯特〈山繆·威斯特（英语：Samuel West）〉）
- 鐵血證據（英语：Jesse Stone: Stone Cold）（安德魯·林肯〈瑞格·羅傑斯（英语：Reg Rogers）〉）
- 四海一家（本傑明·西格爾〈理查·格里科（英语：Richard Grieco）〉）
- 窈窕奶爸（史都華·“史都”·鄧邁爾〈皮爾斯·布洛斯南〉）※影碟版。
- 福星高照（瑞奇〈元彪〉）
- 巡弋悍將（史利·德爾維奇奧〈湯姆·賽斯摩〉）※影碟版。
- 公共之敵（英语：Public Enemy (2002 film)）（曹圭煥〈李誠宰〉）
- 雨人（查爾斯·“查理”·巴比特〈湯姆·克魯斯〉）※影碟版。
- 模擬科幻大戰（法蘭克）
- 心花怒放（雷·布朗〈葛雷·肯尼爾〉）※VOD版。
- 星艦迷航記II：星戰大怒吼（大衛·馬庫斯博士）※日本電視台版。
- 超人（年輕時的克拉克·肯特〈傑夫·伊斯特（英语：Jeff East）〉）※朝日電視台舊錄製版。
- 衝浪忍者（英语：Surf Ninjas）（札奇）
- 東方不敗之風雲再起（顧長風〈于榮光〉）
- 極限潛水員（英语：The Freediver）（尼古拉斯·維亞德斯博士〈亞當·鮑德溫〉）
- 未來終結者（英语：The Lawnmower Man (film)）（喬夫·史密斯〈傑夫·法赫〉）※VHS版。
- 單身傳奇（英语：The Lonely Guy）（拉里·哈伯德〈史提夫·馬丁〉）
- 玻璃緣（英语：The Monkey's Mask）（尼克·梅特蘭〈馬頓·索柯斯〉）
- 攻佔比佛利（英语：The Taking of Beverly Hills）（大衛·“布瑪”·海耶斯〈肯·沃爾（英语：Ken Wahl）〉）※VHS版。
- 兩分鐘警告（英语：Two-Minute Warning）（傑弗瑞）※朝日電視台版。
- 黑白遊龍（比利·霍伊爾〈伍迪·哈里遜〉）
- 優皮情聖（英语：Worth Winning）（泰勒·沃斯〈馬克·漢蒙〉）
- 魂斷夢醒（英语：Yanks）（馬特·戴森〈李察·吉爾〉）
- 激爆1992（英语：Year of the Gun (film)）（大衛·雷伯恩〈安德魯·麥卡錫〉）

#### 電視影集
- 吉爾莫女孩（亞瑟·弗萊明）
- 希爾街藍調 (第1季)（英语：Hill Street Blues）（艾迪·霍班）
- 梅森探案集（英语：Perry Mason (1957 TV series)）（小保羅·德雷克〈威廉·凱特（英语：William Katt）〉）※NHK版。
- 機器戰警（英语：RoboCop (live action TV series)）（博·哈蘭）※影碟版。
- 三國演義 (第2季)（周瑜）
- 根（薩姆·貝內特〈理察·朗崔〉）※影碟版。
- 福爾摩斯探案「三面人形牆探案」（道格拉斯·馬伯利）
- 霹靂超人
- 雙峰（哈羅德·史密斯〈林尼·馬·多倫（英语：Lenny Von Dohlen）〉）

#### 動畫
- 星際大戰：瑕疵小隊（阿維·辛格）
- X戰警 (東京電視台版)（凱澤）

#### 人偶劇
- 雷鳥太空船（約翰·特雷西）※VHS版。
- 太空歷險記（約翰·特雷西）※VHS版。

### 特攝影集
1998年
- 鐵腕偵探露寶達（龜洛克的聲音、飾 驅的爸爸）
- 鐵腕偵探露寶達&加布達 不可思議之國的大冒險（龜洛克的聲音）

1999年
- 燃燒吧!! 小露寶（的聲音）
- 燃燒吧!! 小露寶vs加油啊!! 小露寶（日语：燃えろ!!ロボコンVSがんばれ!!ロボコン）（的聲音、飾 加油站員工）

2006年
- 轟轟戰隊冒險者（茲邦的聲音）

2007年
- 轟轟戰隊冒險者VS超級戰隊（茲邦的聲音）

2008年
- 獸拳戰隊激氣連者VS冒險者（茲邦的聲音）

2009年
- 超人力霸王梅比斯外傳：凶獸重生（日语：ウルトラマンメビウス外伝 ゴーストリバース）（暗黑機械機械札姆的聲音）
- 大怪獸格鬥 超銀河傳說 THE MOVIE（戰鬥者聲音）

2012年
- 假面騎士×超級戰隊 超級英雄大戰（棒球假面的聲音、黑十字王的聲音）

### 電視劇
- 人造人009誕生篇（002／傑特·林格）
- 德川家康（結城秀康）

### 電視節目
- 直到世界的盡頭 ItteQ！（外國人日語配音）
- （聲音演出）
- 小知識之泉（一名前往商業街開發衛洗麗淨身功能的男員工）

### 廣播節目
- 冒險之路 空色勾玉（日语：空色勾玉#ラジオドラマ）（月代王）
- 兵蜂PARADISE（安納蒙）
- 劍之世界 美麗的我家餐廳（主持人）
  - 在節目播出的廣播劇《劍之世界SFC2 古代的巨人傳說》飾演主角阿維爾
- 廣播劇 勇者鬥惡龍II（騎士）
- 廣播喜劇 我喜歡大家（花咲祐一郎）
- Suntory Saturday Waiting Bar（日语：サントリー・サタデー・ウェイティング・バー）（西本泰）

### CD
- 機動武鬥傳G鋼彈 GUNDAM FIGHT-ROUND5
- 『金肉人 超人大全集（CD）』[注 9]
  - （戰爭人（日语：ウォーズマン））
  - （Mr.卡門（日语：7人の悪魔超人#ミスター・カーメン））
- 集英社卡式錄音帶漫畫系列 魁!! 男塾 天挑五輪大武會篇（劍桃太郎）[注 10]
- 集英社卡式錄音帶漫畫系列 魁!! 男塾2 死鬥！冥凰島決賽（劍桃太郎）[注 10]
- 集英社卡式錄音帶漫畫系列 聖鬥士星矢 黃金十二宮〈前篇〉（鳳凰座一輝）
- 集英社卡式錄音帶漫畫系列 聖鬥士星矢 黃金十二宮〈後篇〉（鳳凰座一輝）
- CD廣播劇精選集 三國志（日语：CDドラマコレクションズ 三國志）（關羽雲長）
- 歌曲集
- G奇幻漫畫CD精選 火焰之紋章 暗黑龍與光之劍（日语：ファイアーエムブレム 暗黒竜と光の剣 (漫画)）（哈丁）
- 天馬的血族 CRYSTAL LOAD OPERA（オルスボルト）
- 女神異聞錄3（幾月修司）

#### BLCD
- 腐朽的教師方程式系列（萩原透）
  - 腐朽的教師方程式1
  - 腐朽的教師方程式2
  - 腐朽的教師方程式3
  - 腐朽的教師方程式 ～你是我的寶物～
  - 腐朽的教師方程式 ～夢想也好戀愛也好～
- 系列（島津京平）
- THE DARK BLUE（哈澤爾·維）
- 世紀末★親愛的（日语：世紀末★ダーリン）系列（式部紫、親愛的布萊克）
  - 世紀末★親愛的
  - 世紀末★親愛的2
  - 世紀末★親愛的3
  - 新·世紀末★親愛的
- 禁忌（鬼頭昭吾）
- 系列（風間健吾）

### 旁白
- 毒舌糾察隊 「魁!! 男塾」特集（預告旁白）
- NHK高校講座（日语：NHK高校講座）地學（NHK教育）
- 格鬥天王'97攻略錄影帶（新聲社（日语：新声社）發行）
- THE 星期天（日语：THE・サンデー）（日本電視台系列）
- FNN超級新聞（日语：スーパーニュース）（不定期）（富士電視台系列）
- 有點奢華！歐洲火車旅行（旅Channel（日语：旅チャンネル））
- 超天才·北野武的獲得精神電視!!（日语：天才・たけしの元気が出るテレビ!!）（日本電視台系列）僅限北野喜劇道場
- Hiruobi！（日语：ひるおび）（不定期）（TBS系列）

### 廣告
- 魁!! 男塾 疾風一號生（劍桃太郎）
- 魁!! 男塾 冥凰島決賽（劍桃太郎）
- 七龍珠Z 超悟空傳 -覺醒篇-（日语：ドラゴンボールZ 超悟空伝 -覚醒編-）（基紐）
- Famicon Jump II 最強的7人（日语：ファミコンジャンプII 最強の7人）（劍桃太郎）
- 龍虎之拳
- 豐田Camry（旁白）
- 丸大（日语：丸大食品） 巨獸特搜Juspion香腸（旁白）
- 雪印食品（日语：雪印食品） 鳥人戰隊噴射人香腸（旁白）

### 其它
- 玩具·大劍人茲邦
- 心理廣播劇系列I CHAIN -另一個未來-（日语：サイコミステリー・シリーズ）（羽生光治）
  - 從元氣（日语：元気 (ゲーム会社)）的行動網站下載並收聽鈴聲等內容。

## 腳註

## 外部連結
- 堀秀行｜青二Production （日語）